# Cursul Inferior al Rinului
Niederrhein (Cursul Inferior al Rinului) este o regiune situată la granița Germaniei cu Olanda în partea de vest a landului Nordrhein-Westfalen. Regiunea este de fapt zona cea mai nordică de pe Valea Rinului din Germania.

## Geografie
Nu se poate face o delimitare exactă a regiunii care are axa centrală pe cursul Rinului, o mare parte cuprinzând regiunea Ruhr.
- În partea centrală a regiunii se află districtele  Kleve, Wesel și Viersen ca și orașele Krefeld, Isselburg, Oberhausen, Duisburg și Mönchengladbach care aparțin de alte districte marginale.
- În partea periferică a regiunii se află orașele Düsseldorf, Heinsberg, Erkelenz, Grevenbroich, Dormagen și Monheim.

## Economie
Economia regiunii este reprezentată în partea de nord și vest prin ramuri ale agriculturii, regiunea Mönchengladbach prin industria textilă, regiunea Ruhr prin industria grea metalurgică și industria minieră de extracție a cărbunilor (care a scăzut în ultimii ani), cei care au absolvit cu succes perioada de criză de șomaj sunt mai ales orașele Duisburg și  Oberhausen unde, pe lângă metalurgie, se dezvoltă ramura microelectronicii. 